# Виборчий округ 176
Виборчий округ 176 — виборчий округ в Харківській області. В сучасному вигляді був утворений 28 квітня 2012 постановою ЦВК №82 (до цього моменту існувала інша система виборчих округів). Окружна виборча комісія цього округу розташовується в приміщенні Чугуївського навчально-виховного комплексу "Дошкільний навчальний заклад-загальноосвітня школа №8" за адресою м. Чугуїв, вул. Червономанежна, 18.
До складу округу входять місто Чугуїв, а також Великобурлуцький, Вовчанський, Дворічанський, Печенізький і Чугуївський райони. Виборчий округ 176 межує з округом 113 на сході, з округом 177 на південному сході, з округом 178 на півдні, з округом 181 на південному заході, з округом 175 на північному заході та обмежений державним кордоном з Росією на півночі і на північному сході. Виборчий округ №176 складається з виборчих дільниць під номерами 630215-630284, 630286-630314, 630734-630736, 630738-630744, 630884-630914 та 631072-631088.

## Народні депутати від округу
| Ім'я                      | Фото | Партія           | Скликання | Дата набуття повноважень | Дата припинення повноважень |
| ------------------------- | ---- | ---------------- | --------- | ------------------------ | --------------------------- |
| Шенцев Дмитро Олексійович |      | Партія регіонів  | 7-ме      | 12 грудня 2012           | 27 листопада 2014           |
| Шенцев Дмитро Олексійович |      | самовисуванець   | 8-ме      | 27 листопада 2014        | 29 серпня 2019              |
| Шенцев Дмитро Олексійович |      | Опозиційний блок | 9-те      | 29 серпня 2019           | 21 вересня 2022             |

## Результати виборів

### Парламентські

#### 2019
Кандидати-мажоритарники:
- Шенцев Дмитро Олексійович (Опозиційний блок)
- Счисльонок Олександр Васильович (Слуга народу)
- Новицький Дмитро Володимирович (Опозиційна платформа — За життя)
- Попов Олександр Володимирович (Європейська Солідарність)
- Скрипніков Сергій Вікторович (ВО Батьківщина)
- Лобанова Тетяна Вікторівна (Аграрна партія України)

Зняті кандидатури:
- Бойко Олександр Володимирович (самовисування)

#### 2014
Кандидати-мажоритарники:
- Шенцев Дмитро Олексійович (самовисування)
- Гавриш Степан Богданович (самовисування)
- Бєлєвцов Валерій Сергійович (Народний фронт)
- Шмандій Леонід Михайлович (Блок Петра Порошенка)
- Косолапов Анатолій Григорович (самовисування)
- Черкашин Юрій Анатолійович (Комуністична партія України)
- Одроуш Вікторія Миколаївна (Батьківщина)
- Косовський Віталій Миколайович (Радикальна партія)
- Німков Дмитро Олександрович (самовисування)
- Швець Микола Іванович (самовисування)
- Климець Павло Анатолійович (самовисування)
- Вацко Тетяна Костянтинівна (самовисування)
- Федоровський Станіслав Геннадійович (самовисування)
- Вітренко Віталій Валентинович (Блок лівих сил України)
- Трестер Юлія Олександрівна (самовисування)

#### 2012
Кандидати-мажоритарники:
- Шенцев Дмитро Олексійович (Партія регіонів)
- Гавриш Степан Богданович (самовисування)
- Черкашин Юрій Анатолійович (Комуністична партія України)
- Клімко Віталій Валерійович (УДАР)
- Федоровський Геннадій Анатолійович (Зелені)
- Бугрєєв Сергій Іванович (самовисування)

## Явка
Явка виборців на окрузі: